# Dolenci (Demir Hiszar)
Dolenci (macedónul: Доленци) település Észak-Macedóniában, a Pelagonijai körzet Demir Hiszar-i járásában.

## Népesség
| Lakosok száma | 442  | 464  | 402  | 317  | 242  | 195  | 150  | 97   | 60   |
|               | 1948 | 1953 | 1961 | 1971 | 1981 | 1991 | 1994 | 2002 | 2021 |

2002-ben 97 lakosa volt, akik mindannyian macedónok.